# Bakeridesia integerrima
Bakeridesia integerrima är en malvaväxtart som först beskrevs av Joseph Dalton Hooker, och fick sitt nu gällande namn av D.M. Bates. Bakeridesia integerrima ingår i släktet Bakeridesia och familjen malvaväxter. Inga underarter finns listade i Catalogue of Life.